# Вацуро, Григорий Алексеевич
Григорий Алексеевич Вацуро (25 января 1874, Житомир — декабрь 1941, Ленинград) — приват-доцент финансового права.

## Биография
Родился Григорий Алексеевич Вацуро в городе Житомир 25 января 1874 года. В самарской гимназии получил среднее образование. В Императорском Казанском университете получил высшее образование. Его выпускным сочинением стало: «Земщина и земские начала в до-Петровской Руси». За него он получил серебряную медаль.
Был оставлен на кафедре финансового права после прохождения обучения в Императорском Казанском университете в качестве профессорского стипендиата. После получения учёной степени магистра 24 сентября 1901 года получил учёное звание приват-доцента. Преподавал  финансовое право. Был в командировке с учёной целью заграницей и в Санкт-Петербурге с 1902 по 1903 год.
Дальнейшее развитие научной карьеры Вацуро Григория Алексеевича неизвестно. Однако известно, что он умер в декабре 1941 года в Ленинграде, находящемся в блокаде. Похоронен на Серафимовском кладбище.

## Научные труды
- Лекции по науке публичных финансов, читанные приват-доцентом Казанского университета Г.А. Вацуро в 1906/7 учебном году. — Казань: типо-лит. Имп. Ун-та, 1907. — XVI с.
- Основные начала учения о справедливости в обложении. — Казань: типо-лит. Имп. ун-та, 1901. — 25 с.
- Народно-хозяйственные предположения податного устройства. — 1902.